# Hamilton-Gletscher (Queen Elizabeth Range)
Der Hamilton-Gletscher ist ein 19 km Gletscher in der antarktischen Ross Dependency. In der Queen Elizabeth Range des Transantarktischen Gebirges fließt er von den Nordwesthängen des Markham-Plateaus in nördlicher Richtung zum Nimrod-Gletscher.
Die Nordgruppe der von 1960 bis 1961 dauernden Kampagne im Rahmen der New Zealand Geological Survey Antarctic Expedition benannte ihn nach William Maxwell Hamilton (1909–1992) vom neuseeländischen Department of Scientific and Industrial Research (DSIR).